# 速水翼
速水 翼（はやみ よく、11月4日 - 2015年8月19日）は、日本の女性漫画家。代表作に『霊媒師多比野福助』など。

## 来歴
山梨県南巨摩郡生まれ。学生時代から同人作家として作画グループ、ティームコスモなど全国規模のマンガ同人誌活動に参加。作画グループの活動に熱心に参加する一方、ゆうきまさみなど江古田界隈に集結した同世代の漫画家やアニメーターたちと交流する。
「エースとシャンティ」（月刊OUT）でデビュー後、SF・ファンタジーを中心にマンガマニアに支持される。一方で、『ひとみ』などの少女漫画誌、少年漫画誌『少年KING』など、メジャーを意識した作品群を精力的に執筆する。かわいらしい少年・少女で人気を得たが、『霊媒師多比野福助』以降シャープな絵柄に変貌を遂げ、ファン層を広げた。
漫画家のしげの秀一と長年にわたり交際、一時結婚していた。しげのの代表作『バリバリ伝説』の主人公の名前は、速水翼の出身地から取られている。
2006年から東京工学院専門学校漫画科にて講師を務めるなどした。
2015年8月19日、脳幹出血のため死去。

## 作品リスト
- 霊媒師多比野福助シリーズ
  - 霊媒師多比野福助（学研）
  - 霊媒師多比野福助外伝（学研）
  - 霊媒師多比野福助II（学研）
  - 霊媒師多比野福助眠れる爪（LCミステリー（スコラ））
  - 霊媒師多比野福助特別編迷宮の住人（学研）
- AYA（WHATほか（東京三世社））
- エース&ジャック（ウィングス（新書館））
- JIPANGシリーズ（学研）
  - JIPANG
  - JIPANG外伝 真夏の夜の夢
- RE-BIRTH（学研）
- いにしえの緑深き地に（CAIN（学研））
- COOL FOOL
- クォーターズ・ドリーム（きみとぼく（ソニー・マガジンズ））
- ゴーストバスター安倍晴明（6年の学習（学研））
- Dark Loop（大都社）

## 出演
- 出没!アド街ック天国「江古田」（2000年1月29日 テレビ東京） - 在住漫画家の1人として紹介。